# 中間確認の訴え
中間確認の訴え（ちゅうかんかくにんのうったえ、Zwischenfeststellungsklage ）とは、民事訴訟において、訴訟係属中に、当該請求の当否の判断の先決関係たる権利・法律関係の存否につき、原告または被告が追加的に提起する確認訴訟である（ドイツ民事訴訟法256条2項、日本民事訴訟法145条）。本来的には、原告がこれを行えば訴えの変更（追加的変更）であり、被告がこれを行えば反訴となる。
例えば、所有権に基づく移転登記請求で、所有権確認請求を中間確認の訴えとして持ち出すことが考えられる。

## 趣旨
既判力はその理由中の判断に及ばないのが原則である。それゆえ、訴訟物と密接な関連を有する先決関係については、せっかく訴訟で争っても後日別訴で争われてしまい、訴訟経済に反したり裁判の事実上の判断矛盾が起きたりすることが起こりうる。
そうした事態を当事者のイニシアティブで避けられることを明らかにすべく、民事訴訟法の平成8年改正において明文が置かれたものである。

## 要件
- 本来の請求の判断にとり先決関係にある権利・法律関係について当事者間に争いがあること。
- 確認請求であること。
- 事実審口頭弁論終結前であること。なお、相手方の同意は不要である。
- 複数請求訴訟の一般要件である、同種の手続であること、併合禁止に触れないことといった問題をクリアしていること。
- 確認請求に専属管轄の定めがないこと。専属的合意管轄は別。

## 手続
中間確認の訴えであることを示す書面を提出し、裁判所はこれを相手方に送達しなければならない（145条3項が準用する143条2項3項）。通常の訴訟における訴状の提出・送達にあたる。
本来の請求とは単純併合として審判される。単純併合ということは、本来ならば弁論を分離できるし一部判決も可能であるはずである。しかし、中間確認の訴えは、本訴請求の先決関係を訴訟物としていることから、裁判の矛盾回避の要求は極めて高度であり、弁論の分離（152条1項）も一部判決も許されない。
本訴が取り下げられ、あるいは却下されれば、先決関係確認の利益も消滅し、中間確認の訴えは却下すべきこととなる。しかしながら、先決関係につき争いが存続し、独自に確認の利益がある場合には、独立の訴えとして本来の請求が取り下げられる以前の裁判資料も流用して裁判をすることとなる。

## 争点効理論との関係
争点効は中間確認の訴えと類似の発想から唱えられているものであるから、この制度との関係が問題となる。
争点効を否定する立場からは、理由中の判断に既判力を認めないからこそ、それをカバーするために中間確認の訴えを置いたのだと説明する（多数説。争点効を否定する立場自体は判例・通説）。
これに対し、争点効を肯定する立場からは、先決関係は多くの場合争点効を生じるが、常に生じるとは限らない（自白があるなどして実質的に争われず、争点効を生じる要件を満たさない場合も考えられうる）ので、既判力を生じさせるための方策として中間確認の訴えを位置づける。さらに、争点効を肯定する立場からは、この訴えによらずに先決関係について別訴を提起すると二重訴訟の禁止に触れて許されないとする。なぜなら争点効を肯定する立場からは二重訴訟の禁止の範囲が、争点効を肯定することにより、かなり拡大すると考えられるからである。
なお、多数説であれば上記のように二重訴訟の禁止に触れることはないので、先決関係を別訴で争うことは許される。ただし、訴訟指揮としては弁論を併合し、なるべく併合審理して矛盾のない判決をすべきであることはもちろんである。

## 関連事項
- 訴えの変更
- 反訴
- 請求の併合